# Bořivoj Minář
Bořivoj Minář (* 19. prosince 1959 Lanškroun) je český podnikatel a v letech 2014 až 2020 viceprezident Hospodářské komory České republiky, kde měl na starosti oblast zahraničních vztahů, průmyslu a podporu exportu. Mimo jiné zastává rovněž funkci předsedy Představenstva Hospodářské komory Olomouckého kraje a předsedy Představenstva Okresní hospodářské komory Jeseník. Dále je členem Správní rady Univerzity Palackého v Olomouci a zpravodajem TAČRu.

## Osobní život
Narodil se v Lanškrouně a mládí strávil v obci Herbortice. V Šumperku roku 1978 dokončil studium Střední průmyslové školy maturitou. V letech 1982–1984 absolvoval základní vojenskou službu. Ve dvaadvaceti letech se přestěhoval do okresu Jeseník. Jeho další kroky v letech 1985–1990 směřovaly do Prahy na dálkové studium strojní fakulty ČVUT. Hovoří aktivně rusky, anglicky, německy a polsky a pasivně srbsky.[zdroj?]

## Kariéra
Od roku 1981 pracoval ve společnosti Teramo Vápenná (dnes OMYA a.s.), postupně na pozicích dělník, směnový mistr ve výrobě, referent projekce a vedoucí útvaru péče o základní prostředky.
V roce 1993 spoluzaložil a následně vedl společnost STOMIX, spol. s r. o. vyrábějící stavební materiály, budoucí mateřskou společnost mezinárodního holdingu STOMIX. Zde byl jednatelem a generálním ředitelem. Díky aktivitám na zahraničních trzích získal zkušenosti ze Slovenska, Ruska, Ukrajiny, Polska, Litvy, Anglie, Francie nebo Řecka.[zdroj?] V roce 2011 došlo k akvizici společnosti STOMIX nadnárodním německým koncernem Sto A.G. Zde pokračoval na pozici jednatele a generálního ředitele. V září 2012 v této pozici skončil a začal se věnoval práci ve společnosti CONTECHIN s.r.o., kde je jednatelem a jediným majitelem. Tato společnost se zabývá dodávkami technologických celků, zejména v oblastech energetiky, zpracování biomasy a nerostných surovin, minipivovarů, čistíren odpadních vod a bioplynových stanic.
V červenci 2020 kandidoval na post prezidenta Hospodářské komory ČR proti Vladimíru Dlouhému. Bořivoj Minář získal 80 hlasů, zatímco Vladimír Dlouhý 171 hlasů. Po této neúspěšné kandidatuře skončil také ve funkci viceprezidenta komory.

## Ocenění
Během Minářova působení ve vedení společnost získal STOMIX ocenění firma roku regionu Jeseník, Zlatou medaili časopisu Stavitel a stala se jednou z prvních držitelů certifikátů jakosti ISO 9001, ISO 14001, Evropského certifikátu s označením CE.[zdroj?] V roce 2007 získal Bořivoj Minář ocenění Manažer roku pro odvětví stavebních a chemických materiálů v rámci České manažerské asociace.